# Sayyida al-Hurra
Sayyida al-Hurra (en arabe السيدة الحرة), de son nom complet  Lalla Aïcha bint Ali ibn Rashid al-Alami, surnommée parfois Sitt al-Hurra, née en 1485 à Grenade [1][2] [3] et morte après 1542, est une corsaire de Tétouan et gouverneuse de la cité de 1515 à 1542.
Elle est considérée comme l'une des personnalités les plus importantes de l'Occident musulman de l'époque moderne. Elle est connue pour la lutte qu'elle mène contre les Portugais qui occupent Ceuta et pour son alliance avec le corsaire turc et gouverneur de la régence d'Alger, Arudj Barberousse.

## Biographie
Sayyida al Hurra, expression qui signifie la dame libre en arabe, naît vers 1485 au sein d'une famille musulmane éminente, les Banu Rashid, qui ont des origines maroco-andalouses. Elle est la fille de Ali ibn Rashid, un chérif idrisside descendant d'Abdeslam Ben Mchich Alami, et de Zohra Fernandez, une femme d'origine mudéjare ou morisque. Née musulmane, sa mère est originaire de Vejer de la Frontera, elle prit le nom de Lalla Zohra en se convertissant à la foi islamique. 
Son véritable nom est Aïcha El Alami : le nom Sayyida al-Hurra est un titre signifiant « la Noble Dame » qui a été porté par d'autres femmes musulmanes, y compris à son époque. On lui prête parfois le prénom Aïcha, qui n'est pas assuré non plus, car il peut s'agir d'une assimilation avec une autre femme du même nom et de la même époque qui fut l'épouse du chroniqueur Ibn Ashkar.
La mère de Sayyida lui a aussi donné un frère, Martín Fernández, qui prend à un moment donné un nom musulman, d'Ali Fernando, soit parce que sa mère l'a converti à l'islam à un moment donné, soit parce qu'il était déjà musulman.
Sayyida grandit au royaume de Grenade. Mais en 1492, lorsque les souverains d'Espagne Ferdinand le Catholique et Isabelle la Catholique conquièrent le royaume de Grenade vers la fin de la Reconquista, Sayyida et sa famille fuient et s'installent au Maroc, où son père fonde la ville de Chefchaouen dont il devient le prince, pratiquement indépendant du sultanat des Wattassides. L'enfance de Sayyida s'y écoule paisiblement, mais elle reste marquée toute sa vie par cet exil forcé. Dès l'enfance, elle est promise à un futur mari et épouse à seize ans un descendant du prince de Tétouan Ali Al-Mandri, ami de son père, son époux âgé de trente ans de plus qu'elle.
Sayyida al-Hurra assiste régulièrement son mari dans ses affaires et apprend beaucoup de cette façon. Après la mort d'Al-Mandri en 1519, Sayyida lui succède au poste de gouverneur de Tétouan. C'est sans doute à ce moment qu'elle prend le surnom d'al-Hurra, « la libre », qui insiste sur son pouvoir souverain. Des sources espagnoles et portugaises évoquent al-Hurra comme « leur partenaire dans le jeu diplomatique ».
Quelques années plus tard, Sayyida al-Hurra se remarie avec le roi du Maroc, Ahmed al-Wattassi, qui fait le voyage de Tétouan pour l'épouser. Selon certaines sources, Sayyida aurait insisté sur ce point afin de montrer qu'elle n'avait nulle intention de renoncer à gouverner Tétouan après son remariage.
Sayyida al-Hurra entretient depuis longtemps le désir de se venger après la perte du royaume de Grenade. Elle recourt pour cela à la piraterie. Elle noue une alliance avec Arudj Barberousse, chef corsaire turc, et leurs expéditions constituent vite une source de revenus appréciable composée du butin et des rançons réclamées pour les prisonniers. Les chrétiens respectent Sayyida al-Hurra au titre de reine disposant d'un pouvoir non négligeable en Méditerranée et avec laquelle il fallait négocier la libération de prisonniers espagnols et portugais. Dans son livre The Forgotten Queens of Islam, Fatima Mernissi évoque des documents espagnols datant de 1540 qui mentionnent des négociations « entre les Espagnols et Sayyida al-Hurra » à la suite d'une opération de piraterie fructueuse à Gibraltar au cours de laquelle les pirates prirent « beaucoup de butin et de prisonniers ».
Sayyida al-Hurra règne comme gouverneure de Tétouan pendant trente ans. En 1542, elle est supplantée par son beau-fils. On ignore la date et les circonstances exactes de sa mort.

## Postérité

### Théâtre
- 2022 : Sayyida reine pirate, comédie historique de cape et d'épée, librement inspirée de la vie de Sayyida al Hurra, produite par la compagnie Les Rats du navire, écrite et mise en scène par Aurélien Lesage.